# Сапфир
Сапфи́р (от др.-греч. σάπφειρος (sappheiros) — синий камень, возможно от ивр. ספּיר‎ (sapir) или персидского названия с тем же значением) — драгоценный камень различных оттенков, одна из разновидностей корунда. В минералогии сапфирами называются корунды исключительно синего цвета, в ювелирной промышленности — любых цветов, кроме сиренево-красного (такие камни называются рубинами). Синий окрас сапфира обуславливается присутствием примесей титана (Ti) и железа (Fe). В старину сапфир (или сафир), как и другие ценные минералы синей окраски, назывался баусом.
Существуют синтетические сапфиры, широко используемые в технике и ювелирном деле. Синтезируют как оптически прозрачные бесцветные химически чистые сапфиры (лейкосапфиры), так и окрашенные разнообразными примесями. Искусственные сапфиры были впервые синтезированы в 1904 году французским химиком Огюстом Вернеем.
Сапфир является оксидом алюминия (химическая формула Al2O3).

## Свойства и разновидности
Сапфир характеризуется высокой твёрдостью (9 по Моосу) и сильным блеском. Показатель преломления света 1,762—1,778. Температура плавления 2040 °C. Плотность 3,93 г/см3. Прозрачен в инфракрасной области до длины волны 6500 нм. Оптически анизотропен. Диэлектрик.

### Ювелирные сапфиры
Сапфиры имеют богатую цветовую гамму: кроме камней классического синего цвета, встречаются также и цветные (так называемые «фантазийные») сапфиры — экземпляры корунда ювелирного качества оранжевого, розово-оранжевого (цвета лотоса, так называемые «падпараджа»), гранатово-красного (с эффектом плеохроизма), жёлтого, зелёного и розового цветов, а также бесцветные камни (лейкосапфиры). Высоко ценятся «звёздчатые сапфиры» — разновидности камня с хорошо выраженным эффектом астеризма. Однако более всего в сапфире ценится васильково-синий бархатистый цвет умеренной интенсивности. Тёмноокрашенный сапфир, в отличие от изумруда глубоких цветов, ценится меньше.
Синий цвет сапфира обусловлен примесями титана и железа в матрице Al2O3. Примесь хрома даёт розовый окрас, такие корунды зачастую называют рубинами. Ванадий окрашивает сапфиры в фиолетовый цвет. Железо без примеси титана — в жёлтые и зеленоватые тона.
Схожий с сапфиром по цвету минерал кордиерит иногда называют «водяным сапфиром» (устаревший термин).

## Месторождения
Сапфиры часто присутствуют в магматических горных породах, прежде всего в сиенитах, пегматитах и породах основных (бедных кремнезёмом) раздновидностей. Реже встречаются в кристаллических сланцах и метаморфированных карбонатах. Наиболее известные месторождения находятся на территории США (штаты Монтана и Северная Каролина), Австралии (Виктория, Квинсленд, Новый Южный Уэльс), Мадагаскара, ЮАР, Индии, Шри-Ланки, Бирмы, Таиланда и России. В России находки сапфира приурочены к проявлениям синего корунда, в которых встречаются в том числе и прозрачные, пригодные к огранке камни. Синий сапфир встречается на Урале и на Кольском полуострове (Хибины). Уральские сапфиры, как правило, имеют сероватый оттенок, кольские сапфиры обладают своеобразным зеленоватым оттенком при глубокой васильково-синей окраске.
Вероятно, что наиболее крупным голубым сапфиром, добытым в природе, стал камень, случайно найденный рентгенологом Стивом Майером в США в середине 1960-х годов:102. Обследуя вместе с приятелем заброшенные карьеры вблизи городка Кантон (штат Северная Каролина), он обнаружил крупный обломок голубоватого горного хрусталя. Майер принёс камень на работу, где стал использовать его в качестве пресс-папье. Спустя несколько месяцев один из пациентов обратил внимание на камень и посоветовал Майеру показать его геммологу или ювелиру. К удивлению рентгенолога, специалисты определили, что простой «кусок хрусталя» оказался огромным кристаллом голубого сапфира массой чуть более 3500 карат.

## История слова и камня
Ещё древние тамилы, жители Юго-Восточной Азии, нередко находили сероватые непрозрачные камни, отличавшиеся исключительной твёрдостью. Эти камни они называли «корунда́м». Отсюда пошло звучание индийского «каурунтаки» и санскритского «курувинда» — позднее перешедшее (через латынь) в современную минералогию в общеизвестной форме «корунд». Прозрачные красные камни получили название «рубин» (от латинского «рубенс» — краснеющий), а прозрачные синие — сапфир. Однако, древние евреи и греки (а вслед за ними и римляне) так называли не современный сапфир (синий корунд), а лазурит (ляпис-лазурь):11.
В средневековой Руси рубины и сапфиры были известны под общим названием «яхонты». Это слово образовалось из системы сложной фонетической адаптации к русскому языку. Примерный путь можно проследить примерно так: персидский «йакунд» — арабский «йакут» — славянский «яхонт». При этом рубин назывался «яхонтом червлёным», а сапфир чаще всего — «лазоревым».

## Применение
- Синие прозрачные сапфиры используют в ювелирных изделиях. Наиболее прозрачные камни подвергают огранке, обычно бриллиантового типа. Менее прозрачные ювелирные образцы, в том числе так называемые звёздчатые сапфиры, обрабатываются в форме кабошона. На Востоке сапфиры, несмотря на их твёрдость, часто гравируют, вырезая изображения и буквы на их поверхности[5].
- Синтетические лейкосапфиры находят применение в качестве сырья для изготовления офтальмологических скальпелей и хрусталиков глаза; для производства высокопрочных оптически прозрачных элементов (иллюминаторов космических станций, защитных стёкол оптических средств ракет и самолётов, защитных стёкол экранов в мобильных телефонах, часах и фотоаппаратах высшего ценового сегмента), в производстве бронестекла; как подложки в микросхемах; в стоматологии — для изготовления эстетичных брекетов, в промышленности — для изготовления сопел для гидроабразивных станков.
- В отличие от кварца, лейкосапфир не реагирует с парами щелочных металлов вплоть до самых высоких температур, поэтому из искусственного лейкосапфира массово изготавливаются горелки натриевых ламп высокого давления. Лейкосапфиры также находят применение в различных областях лазерной техники.
- Синтетический сапфир, активированный ионами Ti3+, используется в качестве активных элементов в титан-сапфировых лазерах.

## Синтетические сапфиры
Сегодня сапфир востребован в технике и ювелирном деле. В первую очередь это касается оптически прозрачного сапфира — лейкосапфира. Благодаря выдающейся твердости и термостойкости его широко используют в качестве износостойких и термостойких окон, например в разнообразных мобильных гаджетах: наручных часах, сотовых телефонах. Также сапфировые подложки используют в полупроводниковой промышленности при изготовлении полупроводниковых микросхем и светодиодов по технологии кремний на изоляторе (Кремний на сапфире). Многие типы светодиодов изготавливаются на сапфировой подложке.
Искусственные сапфиры были впервые синтезированы в 1904 году французским химиком Огюстом Вернеем (или Вернейлем, как его иногда называют на старый лад). Использованный им метод синтеза — капельное осаждение в кислород-водородном пламени — носит сейчас название метод Вернейля. Сегодня этот метод также используется для промышленного синтеза сапфиров.
Позже был придуман метод Чохральского и его разновидности (метод Киропулоса, метод Степанова) — вытягивание кристалла из расплава с использованием затравочного кристалла. Сегодня по этому методу получают сапфиры массой до 300 килограммов.
В мире производится сотни тонн синтетических сапфиров в год, в основном в Китае, Японии, США и России. В России работает одно из крупнейших в мире предприятий по синтезу сапфиров — АО «Монокристалл» в Ставрополе.
Полученные сапфиры разрезают и полируют алмазными инструментами под размер заказчика.
Основные применения искусственных сапфиров:
- Ювелирное дело.
- Стойкая к удару, истиранию, температуре, ионизирующей и ультрафиолетовой радиации оптика. В том числе стёкла для гаджетов, бронестёкла военной техники.
- Подложки полупроводниковых микросхем по технологии кремний на изоляторе (Кремний на сапфире).
- Подложки для оптоэлектронных устройств на основе нитрида галлия (GaN)[15]. Этот процесс используется в том числе для производства синих светодиодов, на основе которых делается белое светодиодное освещение[7][16].
- Активированное добавками рабочее тело для твердотельных лазеров.
- Изоляторы со сверхмалыми токами утечки, например в электрометрии.

## Знаменитые сапфиры
- Крупнейший сапфир (весом в 1404,49 карата)[17], получивший название «Звезда Адама», был добыт на Шри-Ланке в августе 2015 года[18].
- Чёрная звезда Квинсленда (733 карата).
- Звезда Индии (563 карата).
- Сапфир Логан (423 карата).
- Звезда Азии (330 карат).
- Сапфир державы Российской империи (195 карат).
- Сапфир святого Эдуарда (167 карат).
- Располи (135 карат).
- Сапфир Стюартов (104 карата).

## Галерея
- 423-каратный (85 г.) синий сапфир Логан
- Необработанный грубый жёлтый сапфир, найденный на Сапфировом руднике в Спокане, недалеко от Хелены, штат Монтана
- Каплевидный синий сапфир
- Тёмно-синий сапфир, вероятно австралийского происхождения, демонстрирует блестящий поверхностный блеск, типичный для огранённых корундовых драгоценных камней.
- Розовый сапфир
- Гранёный падпараджа
- Кристаллическая структура сапфира
- Кольцо с сапфиром, изготовленное в 1940 году
- Сапфир Його
- Сапфир из Мадагаскара
- Синтетический сапфир
- Синтетический звёздчатый сапфир
- Ксеноновая дуговая лампа Cermax с выходным окном из синтетического сапфира
- Монокристаллический сапфировый ком, выращенный методом Киропулоса. Приблизительно 200 мм в диаметре и около 30 кг. (Второй ком виден на заднем плане.)